# Ordrupvej
Ordrupvej er en af de betydeligeste veje i Gentofte Kommune, og er tillige en af de ældste. Vejen er den centrale vej i Ordrup og løber fra Femvejen til Hvidørevej. 
Man ved at kong Christian 2. modtog sin kommende brud for enden af Ordrupvej ved Hvidøre så tidligt som i 1500-tallet. Sidenhen har Ordrupvej gennemgået en del forandringer som følge af militære og jernbanemæssige anlæg. 
Den midterste del af Ordrupvej (bl.a. nær Ordrup Park og Ordrup Kro) ligger præcist i det område, som udgjorde centrum i landsbyen Ordrup i Middelalderen.
Da kystbanen fra København blev anlagt mod nord, ud til Klampenborg og senere længere nordpå, ændrede man Ordrupvejs forløb i den nordlige ende. Derfor hedder del af den gamle Ordrupvej, som mundede ud ved Øresund, i dag Emiliekildevej – og den nye Ordrupvej ender oppe i en rundkørsel, hvor vejene fører op til hhv. Klampenborg og Strandvejen.
Ordrupvej har adskillige arkitektoniske pejlemærker. Bl.a. ligger Danmarks første elementbyggeri her – det såkaldte "Systemhuset", tegnet af Mogens Lassen før anden verdenskrig.
|  | Denne artikel om lokaliteten Ordrupvej kan blive bedre, hvis der indsættes et (bedre) billede. Du kan hjælpe ved at afsøge Wikimedia Commons for et passende billede eller lægge et op på Wikimedia Commons med en af de tilladte licenser og indsætte det i artiklen. |

55°45′39.95″N 12°34′23.86″Ø / 55.7610972°N 12.5732944°Ø